# Huka lobata
Huka lobata – gatunek pająka z rodziny lejkowcowatych.

## Taksonomia
Gatunek ten opisany został po raz pierwszy w 1973 roku przez Raymonda Roberta Forstera i Cecila Louisa Wiltona w czwartej części monografii poświęconej pająkom Nowej Zelandii. Jako miejsce typowe wskazano Wairarapę nad brzegiem Mangareii.

## Morfologia
Pająk o ciele pozbawionym pigmentacji. Holotypowa samica ma karapaks długości 0,75 mm i szerokości 0,61 mm oraz opistosomę (odwłok) długości 1,04 mm i szerokości 0,62 mm. Barwa karapaksu jest jasnosłomkowożółta. Ośmioro oczu rozmieszczonych jest w dwóch rzędach, z których pierwszy jest prosty a drugi delikatnie odchylony. Oczy wszystkich par są podobnych rozmiarów z wyjątkiem oczu przednio-środkowych, które są wyraźnie mniejsze. Czworokąt utworzony przez oczy par środkowych jest 11,6 raza szerszy z tyłu niż z przodu i 8,6 raza dłuższy niż na przedzie szeroki. Szczękoczułki mają po 2 zęby na krawędziach tylnych oraz po 2 zęby na przednich krawędziach bruzd. Sternum jest 7,6 raza dłuższe niż szerokie.
Odnóża są jasnosłomkowożółte. Kolejność par odnóży od najdłuższej do najkrótszej to: IV, I, II, III. Najdłuższa para osiąga 2 mm długości. Pierwsza para odnóży pozbawiona jest kolców. Pazurki górne po 10 ząbków, a pazurki dolne są bezzębne.
Opistosoma (odwłok) jest kremowa. Wyposażona jest w szerokie, trzykrotnie szersze niż długie siteczko przędne o podzielonym pólku przędnym i wciętej krawędzi tylnej. Kądziołki przędne przedniej pary są szeroko rozstawione.

## Ekologia i występowanie
Gatunek ten jest endemitem Nowej Zelandii, znanym z wysp The Brothers oraz wyspy White. Zasiedla lasy, gdzie bytuje w ściółce i wśród porastających drzewa mchów.